# Canan Kir
Canan Kir (* 20. Juli 1987 in Lünen) ist eine deutsch-türkische Film- und Theaterschauspielerin.

## Leben und Karriere
Canan Kir lebt seit ihrem fünften Lebensjahr in Heidelberg. Ihre Schauspielausbildung absolvierte sie von 2008 bis 2012 an der Theaterakademie Mannheim. Ab 2009 war sie am Hof-Theater-Tromm im Odenwald engagiert. Während ihrer Ausbildung gastierte sie 2011 als Abby in Ein Abend in Cape Cod am Theaterhaus G7 in Mannheim und zur Eröffnung der Spielzeit 2011/12 am Theater Heidelberg in dem Schauspielprojekt Dont believe the Hype. 
Nach ihrer Ausbildung arbeitete sie 2012/13 unter der Regie von Jürgen Flügge in dem Stück Sen ve Ben (Du und Ich), einem deutsch-türkischen Sprachspiel-Stück für Kinder, am Hof-Theater-Tromm. 2014 spielte sie die Rolle der Ayse in dem Stück Schöne Dinge sind auf unserer Seite unter der Regie von Muzaffer Aksoy am Theaterhaus Stuttgart.
Seit 2014 ist Canan Kir Ensemblemitglied bei Mensch: Theater!. Für das Stück Mein Leben. Meine Liebe. Meine Ehre?, ein Präventionsstück über Gewalt im Namen der Ehre, wurde das Ensemble mit dem Preis „Aktiv für Demokratie und Toleranz“ ausgezeichnet. Zu diesem Anlass wurden Canan Kir und Tobias Gerstner von Mensch: Theater! im Rahmen des Weltfrauentages 2015 vom Bundespräsident Joachim Gauck ins Schloss Bellevue eingeladen.
In dem Kinofilm Ein Geschenk der Götter (2014), der mit dem Deutschen Schauspielerpreis 2015 in der Kategorie „Bestes Ensemble“ ausgezeichnet wurde, spielte sie unter der Regie von Oliver Haffner die arbeitslose Linda, die sich eine Ausbildung als Friseurin erhofft. 2015 wirkte sie in der Nebenrolle der Nachbarin Emel neben Almila Bağrıaçık im Kinofilm Hördur – Zwischen den Welten (2015) mit, der auf der Berlinale 2016 mit dem Preis der deutschen Filmkritik als „Bester Kinderfilm“ ausgezeichnet wurde. Weitere Rollen hatte sie in der Tragikomödie Wo willst du hin, Habibi? (2016), eine Geschichte um die Beziehung eines schwulen jungen Mannes und eines heterosexuellen Wrestlers, von Tor Iben und in der ZDF-Serie SOKO Leipzig (2016).
In dem deutsch-französischen Spielfilm Die Welt wird eine andere sein von Anne Zohra Berrached, der im Rahmen der Internationalen Filmfestspiele Berlin in der Sektion „Panorama“ seine Premiere hatte und in dieser Sektion für den Publikumspreis nominiert wurde, spielte Canan Kir als Aslı ihre erste Hauptrolle in einer Kinoproduktion. Canan Kir wurde für ihre Leistung für den Preis der deutschen Filmkritik 2022 als „Beste Schauspielerin“ nominiert. Zudem wurde sie für den Deutschen Schauspielerpreis 2022 in der Kategorie „Nachwuchs“ nominiert. Screen Daily hob in einer Kritik zum Film ihr „beeindruckendes Talent“ hervor.
In dem Film Frisch, der 2024 auf dem Filmfest München seine Premiere hatte und bei den Biberacher Filmfestspielen 2024 mit dem „Goldenen Biber“ als bester Spielfilm ausgezeichnet wurde, spielte Canan Kir an der Seite von Louis Hofmann und Franz Pätzold. Für ihre Darstellung der Figur Ayşe wurde sie neben Franz Pätzold und Jakob Pohl für den Förderpreis Neues Deutsches Kino in der Kategorie „Schauspielerische Leistung“ nominiert.
Sie pendelt zwischen Berlin, Heidelberg, Istanbul und Mannheim.

## Filmografie (Auswahl)
- 2014: Ein Geschenk der Götter (Kinospielfilm), Regie: Oliver Haffner
- 2015: Hördur – Zwischen den Welten (Kinospielfilm), Regie: Ekrem Ergün
- 2016: Wo willst du hin, Habibi?[10] (Kinospielfilm), Regie: Tor Iben
- 2021: Die Welt wird eine andere sein (Kinospielfilm), Regie: Anne Zohra Berrached
- 2024: SOKO Köln (Fernsehserie, Folge Freiheit, Regie: Janin Halisch)
- 2024: Frisch (Fresh, Kinospielfilm), Regie: Damian John Harper

## Theater
- 2010: Ein Abend in Cape Cod, Theaterhaus G7, Regie: Inka Neubert
- 2011: Don't Believe the Hpye, Theater und Orchester Heidelberg, Regie: Veit Güssow
- 2012: Der Hässliche, Felina Areal[11], Regie: Sven Prietz
- 2013: Sen ve Ben (Du und Ich), Hoftheater Tromm[12], Regie: Jürgen Flügge
- 2014: Schöne Dinge sind auf unserer Seite, Theaterhaus Stuttgart, Regie: Muzaffer Aksoy
- seit 2014 Ensemblemitglied bei Mensch: Theater![3]